# 台湾白珠
台湾白珠（学名：Gaultheria taiwaniana）为杜鹃花科白珠树属的植物。分布于台湾，為台灣特有種。